# Gare de Shintoku
La gare de Shintoku (新得駅, Shintoku-eki) est une gare ferroviaire située dans le bourg de Shintoku, à Hokkaidō au Japon. Elle est exploitée par la compagnie JR Hokkaido.

## Situation ferroviaire
La gare est située au point kilométrique (PK) 136,3 de la ligne principale Nemuro. Elle marque la fin de la ligne Sekishō.

## Historique
La gare est inaugurée le 8 septembre 1907.

## Service des voyageurs

### Accueil
La gare dispose d'un bâtiment voyageurs, avec guichets, ouvert tous les jours.

### Desserte
- Ligne principale Nemuro :
  - voies 1 et 2 : direction Obihiro et Kushiro
  - voies 2 et 3 : direction Furano et Takikawa
- Ligne Sekishō :
  - voie 1 : direction Minami-Chitose et Sapporo